# Cap-Vert aux Jeux olympiques d'été de 2004
Cap-Vert a envoyé 3 athlètes aux Jeux olympiques de 2004 à Athènes en Grèce.

## Résultats

### Athlétisme
Marathon hommes
- Antonio Carlos Zeferino : 2 h 36 min 22 (78e place)

### Boxe
Mi-lourd (81 kg)
- Flavio Furtado : défaite contre Trevor Stewardson (Canada) en 32e de finale.

### Gymnastique
Concours général individuel en gymnastique rythmique
- Wania Monteiro : 71.900 pts (24e place, Cerceau: 18,050 pts, Ballon: 18.550 pts, Massues: 18.400 pts, Ruban: 16.900 pts)

## Officiels
- Président : M. Antero Barros
- Secrétaire général : M. Felisberto Cardoso